# Đầu cá

Một cái đầu cá

Đầu cá (Fish head) là một cấu trúc giải phẫu cá chỉ về phần đầu của các loài cá. Đầu cá, tách rời hoặc vẫn còn dính với phần còn lại của cá, đôi khi được dùng trong các món ăn, hoặc luộc để kho cá. Đầu của cá bao gồm mõm, từ mắt đến điểm gần hết của hàm trên, nắp mang hoặc mang (không có ở cá mập và cá không hàm), và má cá, kéo dài từ mắt đến xương trước. Hộp sọ ở các loài cá được hình thành từ một loạt các xương chỉ được kết nối lỏng lẻo. Hàm cá được gắn dưới cằm. Các cơ quan ở phần đầu cá thường nằm sát 2 bên hoặc ẩn sâu vào xương đầu có thể kể như miệng, râu, mũi, mắt, mang và các bộ phận khác.

## Cấu tạo

### Miệng cá
Xoang miệng hầu	
- Miệng cá: Là cơ quan bắt mồi quan trọng của cá. Dựa vào vị trí và kích thước của miệng có thể dự đoán tập tính ăn của cá.
- Vị trí miệng cá:
  -     - Miệng trên: Chiều dài xương hàm trên nhỏ hơn chiều dài của xương hàm dưới. Cá có dạng miệng này thường bắt mồi ở tầng mặt như cá mè trắng, cá mè hoa, cá thiểu, cá trích.
    - Miệng giữa: Chiều dài xương hàm trên và chiều dài của xương hàm dưới tương đương nhau. Cá có dạng miệng này thường bất mồi ở tầng giữa nhưng, cá cũng có thể bắt mồi ở tầng mặt và tầng đáy.
    - Miệng dưới: Chiều dài xương hàm trên lớn hơn chiều dài của xương hàm dưới. Cá có dạng miệng này thường bất mồi ở đáy như cá trôi, cá trê, cá hú, cá ngát.
- Kích thước miệng:
  - Cá hiền: Thường có miệng nhỏ, hẹp như cá sặc rằn, cá linh.
  - Cá dữ (cá ăn thịt, cá ăn tạp, cá săn mồi): Thường có miệng rộng lớn như cá lóc, cá chẽm, cá bống tượng, cá bống cát.

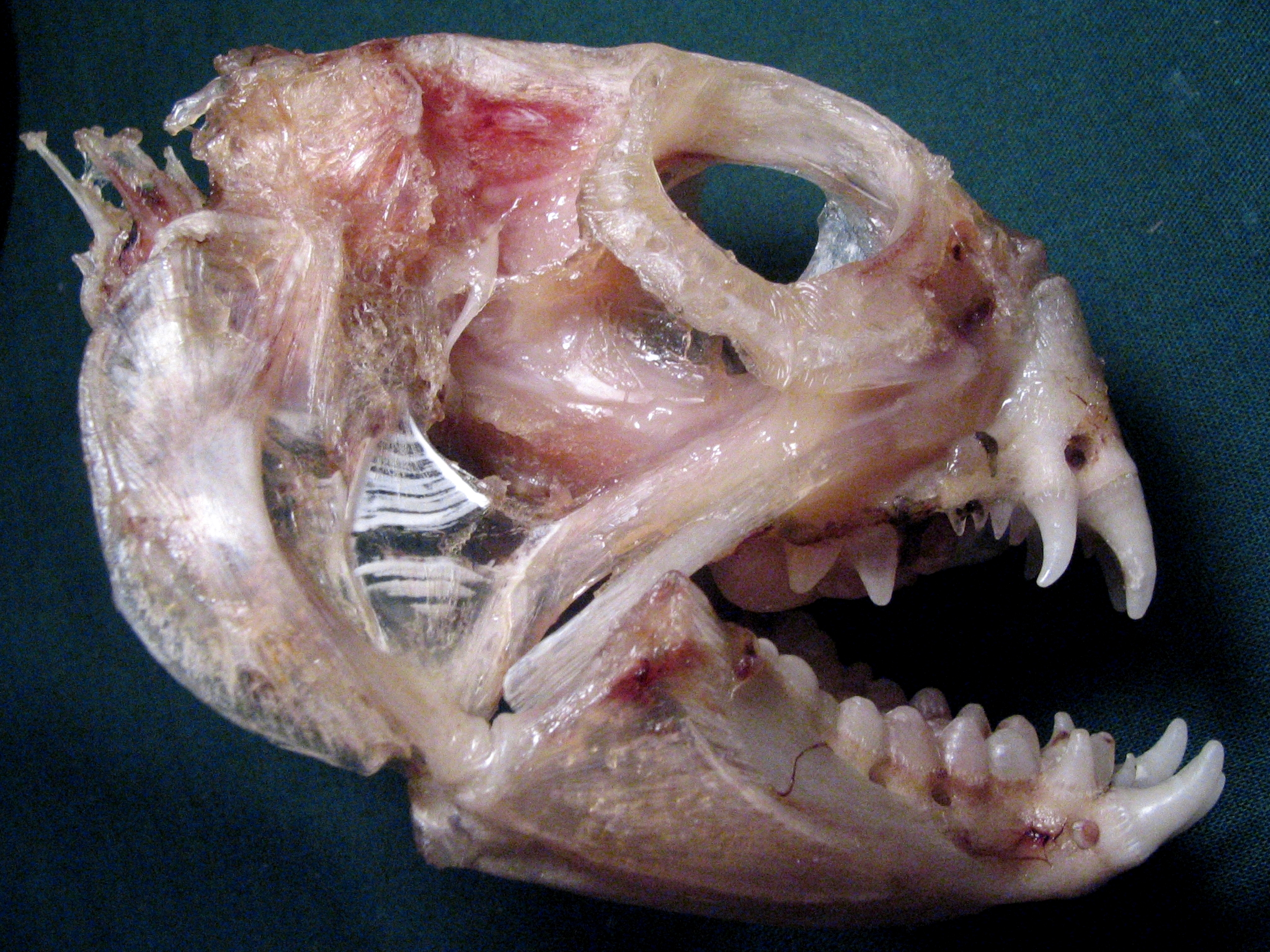
Răng cá

- Răng cá: Cũng thể hiện rõ tính ăn của cá
  - Cá miệng tròn: Răng to, bén, phân bố ở quanh miệng, lưỡi và hầu.
  - Cá sụn: Hình dạng và kích cõ răng khác nhau tuỳ theo tính ăn của từng loài cá.
  - Cá ăn động vật kích thước nhỏ: Răng nhỏ, tà, phân bố ở xoang miệng.
  - Cá ăn động vật kích thước lớn: Răng to, bén, phân bố chủ yếu ở hai hàm. Cá có miệng rộng, răng hàm bén và có răng chó (răng nanh)
  - Cá xương: Răng thường phân bố ở xoang miệng hầu (hai hàm, vòm miệng, hầu). Hình dạng và kích thước của răng khác nhau tuỳ theo tính ăn của từng loài cá.
  - Cá ăn lọc: Thường không có răng
  - Cá ăn động vật kích thước nhỏ: Răng nhỏ, mịn
  - Cá ăn động vật kích thước lớn: Răng to, bén, thường có răng chó.
- Lưỡi cá:
  - Cá miệng tròn: Lưỡi cử động được do cơ lưỡi phát triển. Trên lưỡi có nhiều răng bén.
  - Cá sụn và cá xương: Lưỡi không cử động được.
- Hình dạng miệng: Hình dạng cấu tạo, vị trí và kích thước của miệng thay đổi theo tập tính của từng loài.
  - Miệng tròn, dạng giác bám: Cá bám
  - Miệng nhọn, dài dạng mũi kiếm: Cá đao, cá nhái
  - Miệng thon dài dạng ống hút: Cá ngựa, cá lìm kìm cây, cá chìa vôi.
- Vị trí miệng: Dựa vào chiều dài xương hàm trên và xương hàm dưới để xếp miệng cá vào 3 dạng:
  - Cá miệng trên: Chiều dài xương hàm trên nhỏ hơn chiều dài xương hàm dưới ví dụ như cá thiểu, cá lành canh, cá mè trắng
  - Cá miệng giữa: Rạch miệng nằm ngang, chiều dài xương hàm trên tương đương với chiều dài xương hàm dưới, như cá tra, cá chim.
  - Cá miệng dưới: Rạch miệng hướng xuống, chiều dài hàm trên chiều dài lớn hơn chiều dài xương hàm dưới, như cá trôi, cá hú.
- Kích thước miệng:
  - Cá miệng rộng như: Cá mào gà, cá lóc, cá nhám
  - Cá miệng hẹp như: Cá sặc rằn, cá linh, cá heo
- Sọ hầu:  Thường gồm có 7 đôi. Một đôi cung hàm: Gồm có hàm trên và hàm dưới
  - Hàm trên: Có hai xương trước hàm và hai xương hàm trên.
  - Hàm dưới: Có hai xương khớp và hai xương răng

### Mũi cá
Cá miệng tròn chỉ có một đôi lỗ mũi. Cá sụn và cá xương thường có hai đôi lỗ mũi nằm hai bên đầu của cá. Đôi lỗ mũi trước thường thông với đôi lỗ mũi sau.

### Râu cá

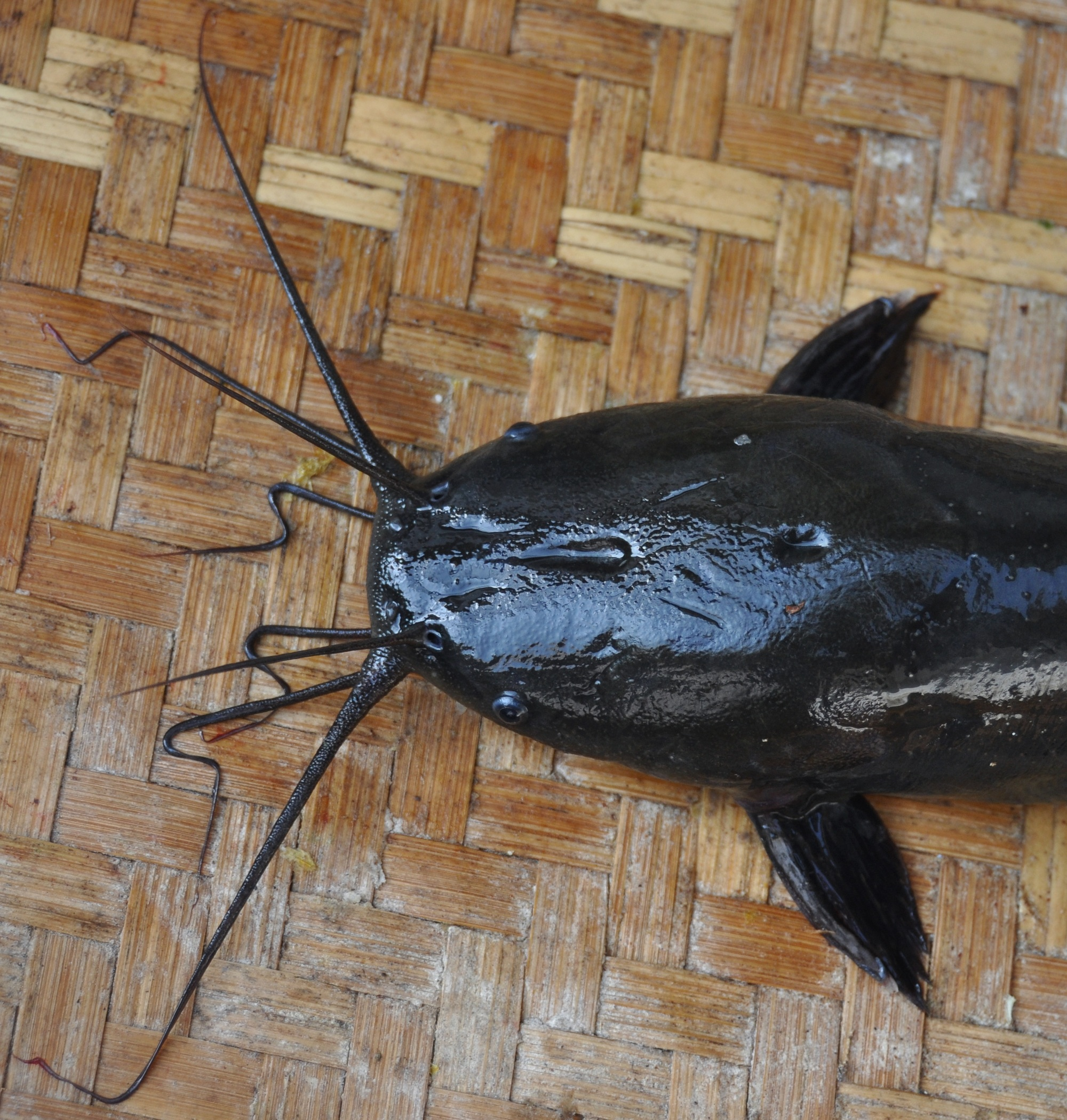
Râu cá trê

Số lượng và chiều dài của râu khác nhau tùy loài cá. Các loài cá sống và kiếm ăn tầng đáy thường có râu phát triển (cả về số lượng lẫn chiều dài). Cá thường cá có bốn đôi râu và được gọi tên theo vị trí của chúng như sau:
- Râu mũi: Một đôi nằm kề bên đôi lỗ mũi trước.
- Râu mép: Một đôi nằm hai bên mép. Đây là đôi râu dài nhất.
- Râu càm: Một đôi nằm ở dưới càm.
- Râu hàm: Một đôi nằm kế đôi râu mép.

### Mắt cá

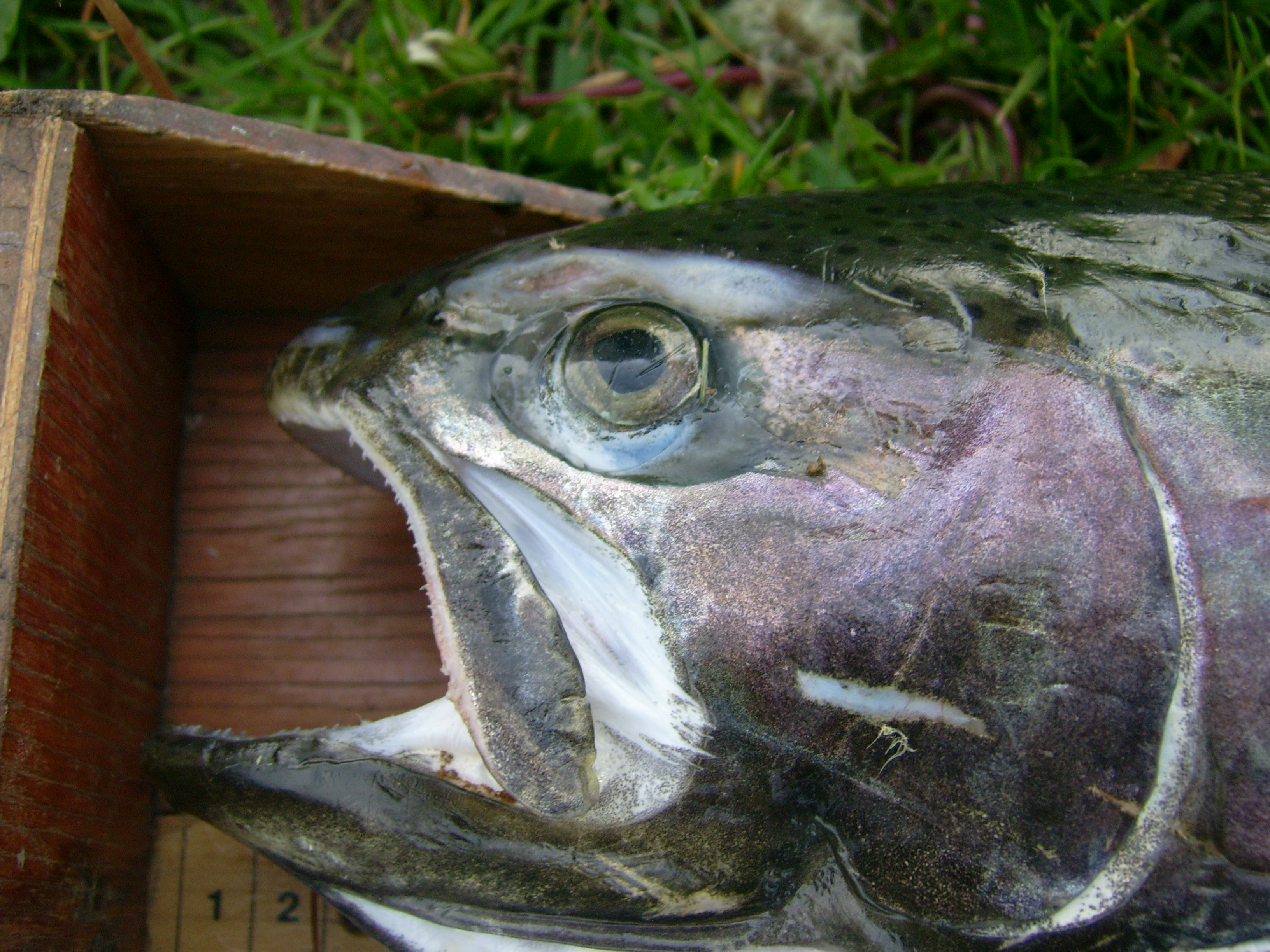
Mắt cá

Cá thường có hai mắt nằm ở phần đầu của cá. Vị trí hình dạng và chức năng của mắt cũng thay đổi theo tập tính sống của từng loài cá.
- Cá sống tầng mặt: Mắt thường to và nằm ở hai bên nửa trên của đầu. Ví dụ: Mắt cá trích, cá mè, cá he.
- Cá sống chui rúc hoặc sống ở tầng đáy: Mắt thường kém phát triển hoặc thoái hóa. Ví dụ: Lươn, cá trê, cá lưỡi mèo.
- Cá sống vùng triều: Mắt thường nằm trên hai cuống ở đỉnh đầu. Ví dụ: Cá thòi lòi, cá bống sao, cá bống kèo.

### Khe mang
Khe mang hay mang hay còn gọi là lỗ mang
- Cá miệng tròn: Có 7-14 đôi lỗ mang hình tròn hoặc bầu dục nằm hai bên đầu. Các lỗ mang không có nắp mang.
- Cá sụn: Có 5-7 đôi khe mang nằm ở mặt bụng hoặc hai bên đầu cá tùy theo loài. Ở cá sụn các khe mang hẹp, dài và được che chở bởi nắp mang giả do vách ngăn mang kéo dài ra tạo thành.
- Cá xương: Có 4-5 đôi khe mang nằm trong khe mang và thông ra ngoài bằng 1 - 2 đôi lỗ mang nằm ở hai bên đầu cá. Ở cá xương các lỗ mang rộng và được che chở bởi hai nắp mang bằng xương.

Lỗ phun nước chỉ có ở cá sụn, nằm ở phía trước các khe mang.